# Gabriela (série télévisée, 2012)

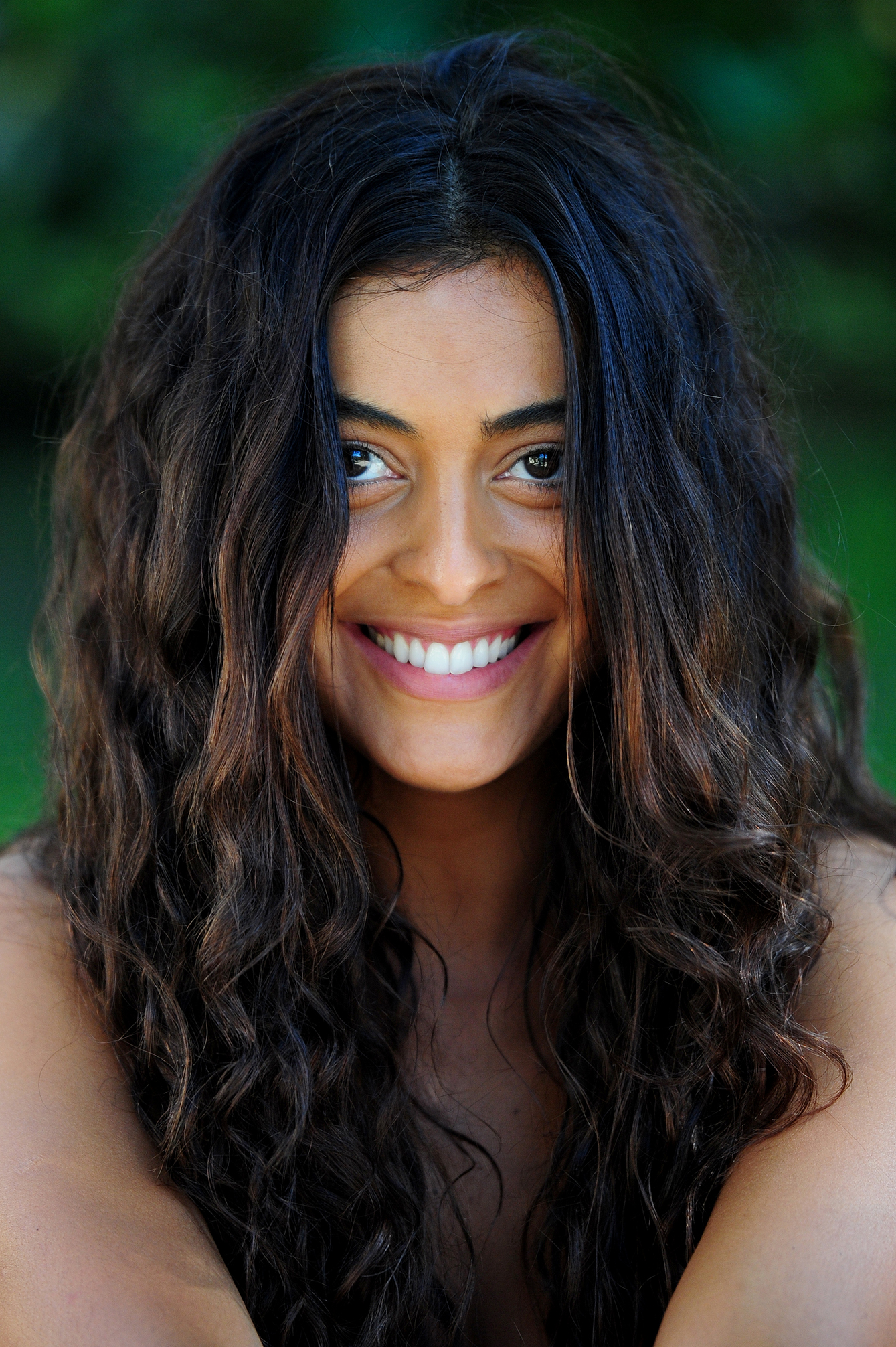
l'actrice Atriz Juliana Paes en 2012

Gabriela est une telenovela brésilienne diffusée en 2012 sur Rede Globo.

## Acteurs et personnages

### Acteurs principaux
| Acteur/Actrice        | Personnage                         |
| --------------------- | ---------------------------------- |
| Juliana Paes          | Gabriela da Silva Saad             |
| Humberto Martins      | Nacib Achcar Saad                  |
| Antônio Fagundes      | Ramiro Bastos                      |
| Leona Cavalli         | Risoleta / Zarolha                 |
| Mateus Solano         | Mundinho Falcão                    |
| Luiza Valdetaro       | Gerusa Bastos                      |
| Tarcísio Meira        | Juiz Felismino                     |
| Maitê Proença         | Dona Sinhazinha Guedes Mendonça    |
| Vanessa Giácomo       | Malvina Tavares                    |
| Laura Cardoso         | Dona Dorotéia Leal (Dodô Tanajura) |
| José Wilker           | Jesuíno Mendonça                   |
| Ivete Sangalo         | Maria Machadão                     |
| Marcelo Serrado       | Tonico Bastos                      |
| Giovanna Lancellotti  | Lindinalva (Linda)                 |
| Marco Pigossi         | Juvenal Leal                       |
| Rodrigo Andrade       | Berto Leal                         |
| Mauro Mendonça        | Manoel das Onças                   |
| Chico Diaz            | Melk Tavares                       |
| Bel Kutner            | Marinalva Tavares                  |
| Henri Castelli        | Rômulo Vieira                      |
| Suzana Pires          | Glória Damasceno (Glorinha)        |
| Ary Fontoura          | Coriolano Damasceno                |
| Fabiana Karla         | Olga Bastos                        |
| Vera Zimmermann       | Conceição Bastos                   |
| Anderson di Rizzi     | Professor Josué                    |
| Bertrand Duarte       | Alfredo Bastos                     |
| Genézio de Barros     | Doutor Amâncio Leal                |
| Gero Camilo           | Miss Pirangi                       |
| Bete Mendes           | Florzinha dos Reis                 |
| Erik Marmo            | Dr. Osmundo Pimentel               |
| Ângela Rebello        | Quinquina dos Reis                 |
| Emanuelle Araújo      | Teodora                            |
| Emílio Orciollo Netto | Príncipe Sandra                    |
| Bruna Linzmeyer       | Anabela Fernandes Prado            |
| Nelson Xavier         | Fazendeiro Altino Brandão          |
| Lúcio Mauro           | Eustáquio Ferreira                 |
| Neusa Maria Faro      | Dona Arminda                       |
| José Rubens Chachá    | Dr. Ezequiel Prado                 |
| Frank Menezes         | Padre Cecílio                      |
| Jackson Costa         | Douglas                            |
| Harildo Deda          | Ribeirinho                         |
| Raoni Carneiro        | Osório Pimentel                    |
| Osvaldo Mil           | Capitão Sérgio de Oliveira         |
| Edmílson Barros       | Nhô Galo                           |
| Pascoal da Conceição  | João Fulgêncio                     |
| Cláudio Mendes        | Doutor Maurício Caíres             |
| Ilya São Paulo        | Dr. Pelópidas Clóvis Costa         |
| Nathália Rodrigues    | Natascha                           |
| Ildi Silva            | Quitéria                           |
| Luciana Souza         | Filomena                           |
| Suyane Moreira        | Mara                               |
| Daniel Ribeiro        | Clemente                           |
| Amanda Richter        | Iracema Mendonça                   |
| Malu Valle            | Mariquinha Saad                    |
| Raquel Villar         | Ina (Durvalina)                    |
| Zéu Britto            | Argileu Palmeira                   |
| Heloísa Jorge         | Fabiana                            |
| Jhe Oliveira          | Negro Fagundes                     |
| Fernanda Pontes       | Zuleica                            |
| Izabella Bicalho      | Dona Rita                          |
| Patrícia Werneck      | Bianca Miranda                     |
| Carlos Betão          | Alceu                              |
| Yaçanã Martins        | Néia de Oliveira                   |
| Neco Villa-lobos      | Sacristão Cosme                    |
| Everaldo Pontes       | Tio Silva                          |
| Sérgio Maciel         | Damião                             |
| Rejane Maya           | Zulmira                            |
| Widoto Áquila         | Loirinho                           |
| Telma Souza           | Prazeres                           |
| Clara Paixão          | Miquelina                          |
| Everton Machado       | Sete Voltas                        |
| Renan Ribeiro         | Chico Moleza                       |
| Max Lima              | Tuísca                             |
| Anna Gabriela Marques | Maria Lupicínia                    |
| Felipe Gimenez        | Ramirinho                          |
| Gustavo Mello         | Bento                              |
| Kaic Crescente        | Ladislau                           |

### Acteurs secondaires
| Acteur/Actrice      | Personnage                                        |
| ------------------- | ------------------------------------------------- |
| Alan Pellegrino     | Serapião                                          |
| Antônio Carlos Feio | chapelier                                         |
| Bella Flor          |                                                   |
| Bianka Fernandes    | prostituée du Bataclã                             |
| Chico Mello         | sbire maire Ramiro                                |
| Cíntia Mei          | prostituée du Bataclã                             |
| João Cunha          | Antenor                                           |
| Liz Moraes          | mère d'une jeune fille qui tente de séduire Berto |
| Lucas Domso         |                                                   |
| Marcia di Milla     | Almira                                            |
| Raquel Fabbri       | prostituée du Bataclã                             |
| Rhavine Chrispim    | Raquel                                            |
| Val Perre           | sbire maire Ramiro                                |
| Vanderson Caires    | Bico Fino                                         |
| Vera Ferreira       | Rosália                                           |
| Werles Pajero       | préposé à la boutique de tissu                    |

### Participations spéciales
| Acteur/Actrice     | Personnage                                                             |
| ------------------ | ---------------------------------------------------------------------- |
| Aicha Marques      | Matilde                                                                |
| Biju Martins       | homme de main de M. Amancio                                            |
| Camilo Bevilacqua  | père de Iracema                                                        |
| Carlos Fonte Boa   | réceptionniste de l'hôtel où Rômulo rester                             |
| Charles Myara      | Saad                                                                   |
| Eunice Bráulio     | femme dit aux autres femmes sur la mort de IlheusSinhazinha et Osmundo |
| Land Vieira        | Juca                                                                   |
| Lionel Fischer     | père de Zuleika                                                        |
| Marcello Goncalves | tireur agriculteur                                                     |
| Shimon Nahmias     | propriétaire de l'immeuble que vous êtes expulsé Lindinalva et Zulmira |
| Sidney Souto       | père de Ina                                                            |
| Thaís Botelho      | Berto fille qui tente de séduire                                       |
| Valderez Teixeira  | dame en marché                                                         |
| Zé Carlos Machado  | agriculteur                                                            |
| Isio Ghelman       | M. Fernando Bonfim                                                     |

## Diffusion internationale
- Rede Globo (2012)
- SIC
- ATV[3]
- TV Cerro Corá
- Televicentro Canal 2
- Tele Antillas
- Rustavi 2[4]
- Ecuavisa[5]
- Citytv[6]
- WAPA-TV
- Teledoce[7]

## Prix et nominations
| Année | Prix                   | Catégorie                             | Nommé                                 | Résultat   | Ref    |
| ----- | ---------------------- | ------------------------------------- | ------------------------------------- | ---------- | ------ |
| 2012  | Extra Television Award | Meilleur acteur principal             | Antônio Fagundes                      | Nomination | [ 8 ]  |
| 2012  | Extra Television Award | Meilleur acteur de soutien            | José Wilker                           | Nomination | [ 8 ]  |
| 2012  | Extra Television Award | Figurino                              | Gabriela                              | Nomination | [ 8 ]  |
| 2012  | Extra Television Award | Maquiagem                             | Gabriela                              | Nomination | [ 8 ]  |
| 2012  | Extra Television Award | Meilleure telenovela de l'année       | Walcyr Carrasco                       | Nomination | [ 8 ]  |
| 2012  | Who award              | Meilleur acteur principal             | Antônio Fagundes                      | Nomination | [ 9 ]  |
| 2012  | Who award              | Meilleur acteur principal             | Humberto Martins                      | Nomination | [ 9 ]  |
| 2012  | Who award              | Meilleur acteur principal             | Marcelo Serrado                       | Nomination | [ 9 ]  |
| 2012  | Who award              | Meilleure actrice principale          | Juliana Paes                          | Nomination | [ 9 ]  |
| 2012  | Who award              | Meilleur acteur de soutien            | Marco Pigossi                         | Nomination | [ 9 ]  |
| 2012  | Who award              | Meilleur acteur de soutien            | Rodrigo Andrade                       | Nomination | [ 9 ]  |
| 2012  | Who award              | Meilleure actrice de soutien          | Giovanna Lancellotti                  | Lauréat    | [ 9 ]  |
| 2012  | Who award              | Meilleure actrice de soutien          | Laura Cardoso                         | Nomination | [ 9 ]  |
| 2012  | Who award              | Meilleure actrice de soutien          | Leona Cavalli                         | Nomination | [ 9 ]  |
| 2012  | Who award              | Meilleure actrice de soutien          | Luiza Valdetaro                       | Nomination | [ 9 ]  |
| 2012  | Who award              | Meilleur auteur                       | Walcyr Carrasco                       | Nomination | [ 9 ]  |
| 2013  | Contigo Award! TV      | Meilleure telenovela de l'année       | Walcyr Carrasco                       | Nomination | [ 10 ] |
| 2013  | Contigo Award! TV      | Meilleur acteur dans une telenovela   | Humberto Martins                      | Nomination | [ 10 ] |
| 2013  | Contigo Award! TV      | Meilleur acteur dans une telenovela   | Antônio Fagundes                      | Nomination | [ 10 ] |
| 2013  | Contigo Award! TV      | Meilleur acteur dans une telenovela   | José Wilker                           | Nomination | [ 10 ] |
| 2013  | Contigo Award! TV      | Meilleure actrice dans une telenovela | Juliana Paes                          | Nomination | [ 10 ] |
| 2013  | Contigo Award! TV      | Meilleure actrice dans une telenovela | Luiza Valdetaro                       | Nomination | [ 10 ] |
| 2013  | Contigo Award! TV      | Meilleur acteur de soutien            | Marcelo Serrado                       | Nomination | [ 10 ] |
| 2013  | Contigo Award! TV      | Meilleur acteur de soutien            | Rodrigo Andrade                       | Nomination | [ 10 ] |
| 2013  | Contigo Award! TV      | Meilleur acteur de soutien            | Gero Camilo                           | Nomination | [ 10 ] |
| 2013  | Contigo Award! TV      | Meilleure actrice de soutien          | Giovanna Lancellotti                  | Nomination | [ 10 ] |
| 2013  | Contigo Award! TV      | Meilleure actrice de soutien          | Laura Cardoso                         | Nomination | [ 10 ] |
| 2013  | Contigo Award! TV      | Meilleure actrice de soutien          | Vanessa Giácomo                       | Nomination | [ 10 ] |
| 2013  | Contigo Award! TV      | Revelation TV                         | Ivete Sangalo                         | Lauréat    | [ 10 ] |
| 2013  | Contigo Award! TV      | Meilleur acteur de l'enfant           | Max Lima                              | Nomination | [ 10 ] |
| 2013  | Contigo Award! TV      | Meilleur acteur de l'enfant           | Filipe Gimenez                        | Nomination | [ 10 ] |
| 2013  | Contigo Award! TV      | Meilleur acteur de l'enfant           | Gustavo Mello                         | Nomination | [ 10 ] |
| 2013  | Contigo Award! TV      | Meilleur acteur de l'enfant           | Kaic Crescente                        | Nomination | [ 10 ] |
| 2013  | Contigo Award! TV      | Meilleure actrice de l'enfant         | Anna Gabriela Marques                 | Nomination | [ 10 ] |
| 2013  | Contigo Award! TV      | Meilleur auteur de telenovela         | Walcyr Carrasco                       | Nomination | [ 10 ] |
| 2013  | Contigo Award! TV      | Meilleur réalisateur de telenovela    | Mauro Mendonça Filho et Roberto Talma | Nomination | [ 10 ] |

## Autres versions
- Gabriela (Rede Globo, 1975)

### Sources
- (pt) Cet article est partiellement ou en totalité issu de l’article de Wikipédia en portugais intitulé « Gabriela (2012) » (voir la liste des auteurs).